# Maria Izabela Wiłucka-Kowalska
Antonina Maria Izabela Wiłucka-Kowalska, właśc. Antonina Wiłucka (ur. 28 października 1890 w Warszawie, zm. 28 listopada 1946 w Felicjanowie) – przełożona generalna Zgromadzenia Sióstr Mariawitek, biskupka Starokatolickiego Kościoła Mariawitów w latach 1929–1935, biskupka Kościoła Katolickiego Mariawitów w latach 1935–1940, arcykapłanka i Przewodnicząca Rady Przełożonych Kościoła Katolickiego Mariawitów w latach 1940–1946.

## Młodość
Antonina Wiłucka pochodziła z rodziny ziemiańskiej. Była córką Adama Wiłuckiego i Marii Antoniny z domu Horn. Przez kilka lat uczęszczała do gimnazjum rosyjskiego w Warszawie, a następnie wstąpiła do IV klasy wyróżniającego się wysokim poziomem nauczania Zakładu Wychowawczo-Naukowego Żeńskiego Marty Łojkówny w Warszawie. Ukończyła go w 1909. W następnym roku na prośbę znanej poleskiej rodziny ziemiańskiej Ordów, wyjechała do jednego z ich majątków, Perekali na Polesiu, gdzie przez rok miała być nauczycielką ich starszych dzieci. Pobyt ten przedłużył się do czterech lat. Jeden z Ordów ubiegał się nawet o jej rękę. Posiadała gruntowną znajomość języków: angielskiego, francuskiego, niemieckiego i rosyjskiego oraz była uzdolniona muzycznie.

## Powołanie
Po wybuchu I wojny światowej i śmierci właściciela majątku, została, wraz z rodziną Ordów, wywieziona na Krym, skąd po trzech latach, w 1918, wróciła do Polski, do rodziny w Warszawie. W tym samym roku, będąc u rodziny w Płocku poznała mariawityzm i jego założycielkę Feliksę Kozłowską. Wkrótce po tym zdarzeniu, mimo oporu ze strony rodziny, wstąpiła do Zgromadzenia Sióstr Mariawitek. W 1920 przyjęła imię zakonne Maria Izabela, złożyła śluby wieczyste i 8 września 1922, zgodnie z zaleceniami zmarłej rok wcześniej Feliksy Kozłowskiej, została wybrana jako jej następczyni na przełożoną generalną Zgromadzenia Sióstr Mariawitek. W tym samym roku, po wprowadzeniu małżeństw zakonnych w Kościele Mariawitów, Izabela Wiłucka zawarła związek małżeński ze zwierzchnikiem Kościoła Mariawitów, arcybiskupem Janem Marią Michałem Kowalskim.

## Biskupka mariawicka
W 1929 po wprowadzeniu w Starokatolickim Kościele Mariawitów kapłaństwa kobiet Antonina Maria Izabela Wiłucka wraz z 11 innymi siostrami zakonnymi została wyświęcona na mariawicką kapłankę. 28 marca 1929 w Płocku otrzymała sakrę biskupią. Od tego czasu z tytułem arcykapłanki wchodziła w skład zarządu Starokatolickiego Kościoła Mariawitów obok biskupów: Jakuba Próchniewskiego, Filipa Feldmana i Bartłomieja Przysieckiego. Do jej obowiązków należało m.in. roztaczanie szczególnej opieki nad kapłaństwem sióstr. W 1926 Antonina Maria Izabela Wiłucka-Kowalska uczestniczyła w delegacji biskupów mariawickich na Bałkany i Bliski Wschód. Brała udział w przedstawianiu Kościołom wschodnim działalności Kościoła Mariawitów i jego posłannictwa.
Po rozłamie w Kościele Mariawitów w 1935 opowiedziała się za arcybiskupem Janem Marią Michałem Kowalskim i wraz z nim wyprowadziła się do Felicjanowa. Pełniła nadal urząd przełożonej Zgromadzenia Sióstr Mariawitek i uczestniczyła w zarządzie Kościoła Katolickiego Mariawitów (denominacja felicjanowska).
Gdy w lipcu 1936 zwierzchnik Kościoła Katolickiego Mariawitów arcybiskup Jan Maria Michał Kowalski został osadzony na półtora roku w więzieniu w Rawiczu dla odbycia wyroku sądowego z 1931, Antonina Maria Izabela Wiłucka-Kowalska sprawowała w tym czasie urząd przełożonej Kościoła. W latach 1936–1939 wznowiła i prowadziła w Felicjanowie dwutygodnik religijno-społeczny „Królestwo Boże na Ziemi”.

## Arcykapłanka Kościoła Katolickiego Mariawitów
Od stycznia 1940, po aresztowaniu arcybiskupa Jana Marii Michała Kowalskiego przez gestapo i wywiezieniu go najpierw do więzienia płockiego, a następnie do obozu w Dachau, arcykapłanka Antonina Maria Izabela Wiłucka-Kowalska przejęła i pełniła do swej śmierci obowiązki zwierzchnika Kościoła Katolickiego Mariawitów.
W marcu 1941, wraz ze wszystkimi mieszkańcami ośrodka kościelnego w Felicjanowie została wywieziona do obozu koncentracyjnego KL Soldau w Działdowie, a następnie do obozu w Forcie III w Pomiechówku. Po zwolnieniu z więzienia z powodu rozproszenia zgromadzenia zakonnego arcykapłanka Antonina Maria Izabela Wiłucka-Kowalska zamieszkała w Płońsku, gdzie część sióstr zatrudniono w szpitalu. Stąd w miarę możliwości kierowała całym Kościołem Katolickim Mariawitów oraz utrzymywała korespondencję z uwięzionym w KL Dachau arcybiskupem Janem Marią Michałem Kowalskim.
Po przejściu frontu, wiosną 1945 wróciła do zniszczonego Felicjanowa. Zmarła 28 listopada 1946. Pochowana została w parku przed dworem w Felicjanowie. Po śmierci została uznana przez wiernych Kościoła Katolickiego Mariawitów za świętą.
Antonina Maria Izabela Wiłucka-Kowalska była pierwszą w Polsce kobietą, która przyjęła święcenia kapłańskie i sakrę biskupią.